# ديك مكابي (لاعب كرة قدم أمريكية)
ديك مكابي (بالإنجليزية: Dick McCabe)‏ هو لاعب كرة قدم أمريكية أمريكي، ولد في 12 مارس 1933 في بيتسبرغ في الولايات المتحدة، وتوفي في 4 يناير 1983 في دنفر في الولايات المتحدة بسبب سرطان.

## وصلات خارجية
- ديك مكابي على موقع مرجع كرة القدم المحترفة.كوم (الإنجليزية)